# Пневматические транспортирующие установки
Пневматические транспортирующие установки — транспортирующие машины, предназначенные для перемещения грузов при помощи потока воздуха.
В зависимости от того, каким способом создаётся поток воздуха, пневматические транспортирующие установки разделяют на два типа:
- установки нагнетательного типа — когда поток воздуха создаётся компрессорами, нагнетающими воздух под давлением 0,4-0,7 МПа;
- установки всасывающего типа — когда поток воздуха создаётся вакуум-насосом, всасывающим воздух за счёт разрежения 0,01-0,04 МПа.

Пневматические транспортирующие установки позволяют транспортировать многие типы сыпучих грузов, для которых не пригодны гидравлические транспортирующие установки: цемент, гипс, алебастр и др. Они применяются, например, на механизированных складах вяжущих материалов на заводах железобетонных изделий. Одним из наиболее известных примеров использования пневматических транспортирующих установок является система транспортирования документов в Государственной библиотеке имени Ленина.
Пневматические транспортирующие установки позволяют полностью автоматизировать процесс транспортирования и избежать потерь транспортируемых грузов, однако они требуют для своей работы большого расхода электроэнергии и воздуха.